# 阮氏玉榮
阮氏玉荣（越南语：／，18世纪？—1764年1月13日），越南鄭阮紛爭時期鄭主恩王鄭楹的正妃。
阮氏玉荣是雷阳县盛美社人。她的父亲阮棆，原名阮茂瑜，被赐姓郑，封伦忠公。阮氏玉荣生于正月初三日，阮氏玉荣為鄭楹生下兒子敏慧公郑橍。尊封庄慈淑行谦柔恭懿保翼崇德迪哲弘庥正妃。景兴二十四年癸未十二月十一日（1764年1月13日），阮氏玉荣去世，谥号庄贞，开始葬在郑甸社，后来改葬金城社，前后同恩王陵。